# خی شکارچی
خی شکارچی (انگلیسی: Xi Orionis) یک سیستم ستاره‌ای دوتایی در قسمت شمال شرقی صورت فلکی شکارچی، بسیار بالاتر از ستاره غول سرخ ابط‌الجوزا در آسمان است. این ستاره در کنار ستاره آبی دیگر دنباله اصلی، نو شکارچی قرار دارد که در فاصله ۵۲۰ سال نوری تا حدودی نزدیک‌تر است. قدر بصری ظاهری این ستاره ۴.۴۷ است، که به اندازه کافی روشن است که با چشم غیر مسلح دیده شود. فاصله تا این ستاره، همانطور که با استفاده از روش اختلاف منظر تعیین شده است، تقریباً ۶۱۰ سال نوری است.
این ستاره حدود ۶.۷ برابر جرم خورشید دارد و با درخشندگی ۱۳۹۰ برابر بیشتر از اتمسفر بیرونی خود در دمای مؤثر ۱۵۴۷۶ کلوین می درخشد.